# Эш-Шуайба
Эш-Шуайба (араб. الشعيبة‎) — портовый город на юге Кувейта, на побережье Персидского залива, один из 28 районов (минтака) провинции Эль-Ахмади. Название связано с именем пророка Шуайба. Морской порт Эш-Шуайба — один из основных портов Кувейта. В Эш-Шуайба расположена основная часть промышленных предприятий агломерации Эль-Кувейт. В Эш-Шуайба находятся небольшие металлургические и металлообрабатывающие предприятия. Также в Эш-Шуайба находится нефтеналивной специализированный порт.
В Эш-Шуайбе расположен нефтехимический комплекс EQUATE, который производит полиэтилен (900 тыс. т в год), этиленгликоль (400 тыс. т в год), полипропилен, серную кислоту и азотные удобрения. Компания PIC Fertilizer производит удобрения: 620 тыс. т аммиака в год и 1040 тыс. т. мочевины в год. В 1963 году компания Kuwait National Petroleum Company основала дочернюю компанию Petrochemical Industries Company (PIC), которая совместно с Foster Wheeler построила крупный завод по производству искусственных удобрений. В 1967 году этот завод приступил к выпуску мочевины (550 т в сутки), сульфата аммония (500 т) и серной кислоты (400 т). В 1970-е годы комплекс в Эш-Шуайбе был реконструирован и стал ежегодно производить 712 тыс. т аммиака, 644 тыс. т мочевины, 165 тыс. т серной кислоты, 165 тыс. т сульфата аммония. Был построен комплекс по производству олефинов годовой производительностью около 400 тыс. т этилена, 100—200 тыс. т полиэтилена, 220 тыс. т стирола, 135 тыс. т этиленгликоля. В 1995 году была основана компания EQUATE Petrochemical Company, совместное предприятие Petrochemical Industries Company (PIC), Dow Chemical, Boubyan Petrochemical Company (BPC) и Qurain Petrochemical Industries Company (QPIC).
В Эш-Шуайба был расположен старейший в Кувейте нефтеперерабатывающий завод «Эш-Шуайба» мощностью 190 тысяч баррелей в сутки, введённый в эксплуатацию в 1968 году. Работал на внутренний рынок, выпускал автомобильный бензин, мазут, керосин, авиационный бензин, дизельное топливо, нафту, асфальт, некоторые виды смазочных масел. Завод был приостановлен в ходе Ирано-иракской войны в 1980—1988 гг. Вторжение Ирака в Кувейт и война в Персидском заливе привели к разрушению завода, вновь функционировать завод начал в 1995 году. Завод был закрыт компанией Kuwait National Petroleum Company в марте 2017 года.
В феврале 1979 года вошел в строй комплекс по сжижению газа в Эш-Шуайбе годовой мощностью 3,4 млн т пропана, 2,1 млн т бутана и 1,8 млн т газового конденсата. Однако в связи с нехваткой газа мощности завода были недогружены.